# Daybreaker
『Daybreaker』（デイブレーカー）は、佐咲紗花の2枚目のオリジナルアルバム。2013年5月15日にLantisから発売された。

## 概要
5枚目のシングル『Starting Again』から7枚目のシングル『Break your world』までが収録されている。

## 収録曲
1. Break your world
作詞：佐咲紗花、作曲・編曲：五条下位（Arte Refact）
  - テレビアニメ『閃乱カグラ』オープニングテーマ
2. BLAZE MOMENT〜紅蓮浄歌〜
作詞：松井洋平、作曲・編曲：山田高弘
  - PCゲーム『紅蓮華 -ぐれんか-』オープニングテーマ
3. 追憶のスカーレット
作詞：SugarLover、作曲：斎藤悠弥、編曲：宝野聡史
  - PCゲーム『RE:LOADED CARMINE』エンディングテーマ
4. My Dignity
作詞：佐咲紗花、作曲・編曲：酒井拓也（Arte Refact）
5. RESETLUCK
作詞：佐咲紗花、作曲・編曲：小形誠
6. Ordinary Day…
作詞：佐咲紗花、作曲・編曲：野井洋児
7. 流星ボイス
作詞：佐咲紗花、作曲・編曲：野井洋児
8. Eternal Wish
作詞：La fleur、作曲：斎藤悠弥、編曲：斎藤悠弥・田中潤也
  - PCゲーム『木洩れ陽のノスタルジーカ』オープニングテーマ
9. ワールドエンド
作詞：桑島由一、作曲・編曲：藤間仁（Elements Garden）
  - PCゲーム『グリザイアの迷宮』オープニングテーマ
10. Reason why XXX
作詞・作曲：ZAQ、編曲：nyanyannya（Team.ねこかん[猫]）
  - テレビアニメ『だから僕は、Hができない。』オープニングテーマ
11. Starting Again
作詞：佐咲紗花、作曲・編曲：山元祐介
  - テレビアニメ『カードファイト!! ヴァンガード』エンディングテーマ
12. Daybreaker
作詞：佐咲紗花、作曲・編曲：都啓一（from "SOPHIA" "Rayflower"）

### DVD
LIVE CLIP「佐咲紗花 LIVE 2013 Link to You 02〜Super Shiny Sensation!!!〜」
1. Theme of Link to You
2. sympathetic world
3. snow ring
4. 僕達は天使だった（album『sympathetic world』ver.）
5. fly away t.p.s
6. Super Shiny Sensation!!!

MUSIC CLIP
1. 星彩のRipieno
2. Zzz
3. Break your world